# Ploceus superciliosus
Ploceus superciliosus là một loài chim trong họ Ploceidae. Chúng thường xuất hiện ở Angola, Benin, Burkina Faso, Burundi, Cameroon, Cộng hòa Trung Phi, Cộng hòa Congo, Cộng hòa Dân chủ Congo, Bờ Biển Ngà, Ethiopia, Gabon, Ghana, Guinea, Guinea-Bissau, Kenya, Liberia, Nigeria, Rwanda, Senegal, Sierra Leone, Sudan, Tanzania, Togo, Uganda, và Zambia.